# Otávio (football, 1994)
Pour les articles homonymes, voir Otávio.
Otávio Henrique Passos Santos, plus couramment appelé Otávio, est un footballeur brésilien né le 4 mai 1994 à Maceió. Il évolue au poste de milieu défensif au sein du club de Fluminense FC.

## Biographie

### Carrière en club

#### Atlético Paranaense (2014-2017)
Avec l'Atlético Paranaense, Otàvio est finaliste du Championnat du Brésil en 2016 et il est champion du Paraná, également en 2016.
Avec ce club, il dispute près de 100 matchs en première division brésilienne. Il participe également à la Copa Libertadores et à la Copa Sudamericana.

#### Girondins de Bordeaux (depuis 2017)
Le 6 août 2017, il s'engage avec les Girondins de Bordeaux pour quatre années, en échange d'une indemnité de transfert de cinq millions d'euros.
C'est à partir de l'arrivée de Paulo Sousa qu'Otávio devient un titulaire presque indiscutable au poste de sentinelle, devant la défense. Lors de la saison 2019-2020 il est le plus souvent associé à Aurélien Tchouaméni au milieu de terrain. C'est d'ailleurs cette même année qu'Otaviò inscrit son premier but avec les Girondins de Bordeaux lors d'une victoire 6-0 face au Nîmes Olympique, le 3 décembre 2019. Il sera même, auteur d'un doublé avec un autre but en fin de match.

## Statistiques
| Saison                | Club                  | Championnat           | Championnat | Championnat | Coupe nationale | Coupe nationale | Coupe de la Ligue | Coupe de la Ligue | Supercoupe | Supercoupe | Compétition(s) continentale(s) | Compétition(s) continentale(s) | Compétition(s) continentale(s) | Ligue régionale | Ligue régionale | Total | Total |
| Saison                | Club                  | Division              | M.          | B.          | M.              | B.              | M.                | B.                | M.         | B.         | Comp.                          | M.                             | B.                             | M.              | B.              | M.    | B.    |
| 2014                  | Atlético Paranaense   | Serie A               | 17          | 0           | 1               | 0               | -                 | -                 | -          | -          | -                              | -                              | -                              | 14              | 0               | 32    | 0     |
| 2015                  | Atlético Paranaense   | Serie A               | 32          | 0           | -               | -               | -                 | -                 | -          | -          | CS                             | 6                              | 0                              | 3               | 0               | 41    | 0     |
| 2016                  | Atlético Paranaense   | Serie A               | 35          | 1           | 6               | 0               | -                 | -                 | -          | -          | -                              | -                              | -                              | 15+5            | 0+0             | 61    | 1     |
| 2017                  | Atlético Paranaense   | Serie A               | 13          | 1           | 3               | 0               | -                 | -                 | -          | -          | CL                             | 10                             | 0                              | 4               | 0               | 30    | 1     |
| Sous-total            | Sous-total            | Sous-total            | 97          | 2           | 10              | 0               | -                 | -                 | -          | -          | -                              | 16                             | 0                              | 41              | 0               | 164   | 2     |
| 2017-2018             | Girondins de Bordeaux | Ligue 1               | 21          | 0           | -               | -               | -                 | -                 | -          | -          | -                              | -                              | -                              | -               | -               | 21    | 0     |
| 2018-2019             | Girondins de Bordeaux | Ligue 1               | 33          | 0           | -               | -               | 3                 | 0                 | -          | -          | C3                             | 7                              | 0                              | -               | -               | 43    | 0     |
| 2019-2020             | Girondins de Bordeaux | Ligue 1               | 25          | 2           | 2               | 0               | 1                 | 0                 | -          | -          | -                              | -                              | -                              | -               | -               | 28    | 2     |
| 2020-2021             | Girondins de Bordeaux | Ligue 1               | 18          | 1           | -               | -               | -                 | -                 | -          | -          | -                              | -                              | -                              | -               | -               | 18    | 1     |
| 2021-2022             | Girondins de Bordeaux | Ligue 1               | 16          | 0           | 1               | 0               | -                 | -                 | -          | -          | -                              | -                              | -                              | -               | -               | 17    | 0     |
| Sous-total            | Sous-total            | Sous-total            | 113         | 3           | 3               | 0               | 4                 | 0                 | -          | -          | -                              | 7                              | 0                              | -               | -               | 127   | 3     |
| 2022                  | Atlético Mineiro      | Serie A               | 24          | 0           | 4               | 0               | -                 | -                 | -          | -          | CL                             | 7                              | 0                              | 6               | 0               | 41    | 0     |
| 2023                  | Atlético Mineiro      | Serie A               | 27          | 0           | 1               | 0               | -                 | -                 | -          | -          | CL                             | 8                              | 0                              | 11              | 0               | 47    | 0     |
| 2024                  | Atlético Mineiro      | Serie A               | 25          | 0           | 9               | 0               | -                 | -                 | -          | -          | CL                             | 9                              | 0                              | 7               | 0               | 50    | 0     |
| 2025                  | Atlético Mineiro      | Serie A               | -           | -           | -               | -               | -                 | -                 | -          | -          | -                              | -                              | -                              | 3               | 0               | 3     | 0     |
| Sous-total            | Sous-total            | Sous-total            | 76          | 0           | 14              | 0               | -                 | -                 | -          | -          | -                              | 24                             | 0                              | 27              | 0               | 141   | 0     |
| 2025                  | Fluminense FC         | Serie A               | -           | -           | 2               | 0               | -                 | -                 | -          | -          | -                              | -                              | -                              | 4               | 0               | 6     | 0     |
| Total sur la carrière | Total sur la carrière | Total sur la carrière | 286         | 5           | 29              | 0               | 4                 | 0                 | -          | -          | -                              | 47                             | 0                              | 72              | 0               | 438   | 5     |

## Palmarès
- Championnat du Brésil : finaliste 2016 (Atlético Paranaense)
- Championnat du Paraná : champion 2016 (Atlético Paranaense)
- Finaliste de la Copa Libertadores 2024 (Atlético Mineiro)
- Finaliste de la Coupe du Brésil 2024 (Atlético Mineiro)